# Шевченко, Владимир Григорьевич
Владимир Григорьевич Шевченко (1923-2001) — организатор сельского хозяйства Украинской ССР, председатель колхоза имени Ленина Доманевского района Николаевской области, Герой Социалистического Труда (1971).

## Биография
В марте 1944 года призван Доманевским РВК в ряды РККА. Участник Великой Отечественной войны с 1944 года: пулеметчик 104-го стрелкового полка 6-й стрелковой дивизии; помощник командира взвода 1055-го стрелкового полка 297-й стрелковой дивизии. Воевал на 2-м Украинском фронте, дважды был ранен. После войны проходил военную службу на должности диспетчера по перелетам 10-й гвардейской истребительной авиационной дивизии, гвардии старший сержант.
В течение 1949-1956 лет работал бухгалтером в колхозе имени Буденного (с. Марьевка) Доманевского района.
С 1956 более тридцати лет возглавлял колхоз имени Ленина (с. Богдановка) Доманевского района.
Избирался депутатом Николаевского областного и Домановской районного советов, членом Республиканской и Николаевского областного советов колхозников, делегатом 3-го Всесоюзного съезда колхозников.
Член КПСС. Избирался делегатом XXIV съезда КПСС, кандидатом и членом Николаевского областного комитета КПУ, членом Доманевского районного комитета КПУ.

## Награды
Указом Президиума Верховного Совета СССР от 8 апреля 1971 года Шевченко Владимиру Григорьевичу присвоено звание Героя Социалистического Труда.
Награжден двумя орденами Ленина, орденами Трудового Красного Знамени, Отечественной войны 1-й степени (11.03.1985), «Знак Почета» и медалями, в том числе «За отвагу» (06.11.1947).